# Ходжаї-Ісхок
Ходжаї́-Ісхо́к (тадж. Ҳоҷаи Исҳоқ) — село у складі Хатлонської області Таджикистану. Входить до складу Зірацького джамоату Кулобського району.
Село розташоване на річці Сасикбулок.
Назва означає пан Ісаак. Колишня назва — Чорбог.
Населення — 2252 особи (2010; 2235 в 2009).
11 жовтня 2016 року за кошти Національного соціального інвестиційного фонду Таджикистану був збудований двоповерховий навчальний корпус середньої школи № 29. Будівля складається із 6 класів, кабінету директора та учительської, вона охоплює 144 учня за зміну.